# 西奧維舒亞塔克 (亞利桑那州)
西奧維舒亞塔克（英語：Siovi Shuatak）是位於美國亞利桑那州皮馬縣的一個非建制地區。該地的面積和人口皆未知。

## 地理
西奧維舒亞塔克的座標為31°57′03″N 112°35′54″W / 31.95083°N 112.59833°W，而該地的平均海拔高度為659米（即2162英尺）。